# Jenda Perla
Jenda Perla, vlastním jménem Jan Perla (* 31. srpna 1987 Brno), je český marketingový manažer a politik, v letech 2018 až 2020 člen předsednictva Strany zelených.

## Profesní život
Narodil se v Brně. V roce 2007 zde absolvoval gymnázium, poté vystudoval bakalářský dvojobor žurnalistika a mediální studia se zaměřením na digitální média a evropská studia na Fakultě sociálních studií Masarykovy univerzity v Brně. Absolvoval v roce 2011 prací na téma „České politické strany na Facebooku“. Následně přešel na magisterský stupeň na Filozofické fakultě Univerzity Karlovy v Praze, studium však nedokončil.
V Praze nastoupil do agentury Ogilvy Interactive. Od přelomu let 2007 a 2008 se věnuje sociálním médiím, tehdy vytvářel propagaci studentských aktivit. V marketingu se soustředil především na sociální média a copywriting. Pracoval například pro slam poetry skupiny kolem Lenky Zogatové, fotbalový klub 1. FC Brno nebo pro vzdělávací středisko IES neziskové společnosti Podané ruce. Od začátku roku 2013 začal pracovat na volné noze. V letech 2013–2014 psal rubriku Asociace Jendy Perly pro server Lupa.cz. Věnoval se online marketingu pro firmu Y Soft, poté začal řídit marketing brněnské technologické společnosti Dataweps.

## Politické angažmá
Je členem Strany zelených, od listopadu 2016 spolupředseda a od března 2018 spolumístopředseda její jihomoravské krajské organizace. Již v roce 2013 řídil předvolební kampaň strany na sociálních sítích. V lednu 2018 úspěšně kandidoval do předsednictva strany. Pozici zastával do ledna 2020.
V komunálních volbách v roce 2018 kandidoval za Zelené ze druhého místa kandidátky do Zastupitelstva města Brna, ale neuspěl. Nebyl zvolen ani zastupitelem městské části Brno-střed. Jako první náhradník nastoupil do zastupitelstva městské části Brno-střed v lednu 2022.
V komunálních volbách v roce 2022 kandiduje z pozice člena Zelených za uskupení „Zelení a Žít Brno s podporou Idealistů“ do Zastupitelstva města Brna. Do Zastupitelstva městské části Brno-střed již nekandiduje.

## Osobní život
Od roku 2016 je ženatý s Nikolou Perlovou. Ve volném čase se věnuje florbalu, a to dříve jako hráč, později rozhodčí a člen marketingové komise celostátní České florbalové unie či krajské Jihomoravské florbalové unie.